# Huang Gai

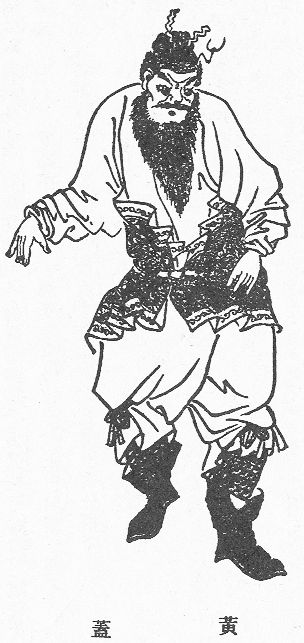
Illustration einer Qing-Ausgabe der Geschichte der Drei Reiche.

Huang Gai (chinesisch 黃蓋 / 黄盖, Pinyin Huáng Gài), Großjährigkeitsname Gongfu, (* 145 in Quanling; † 222) war ein Offizier der Wu-Dynastie während der Zeit der Drei Reiche im alten China.

## Leben
Huang Gai stammte aus dem Bezirk Quanling (heute Yongzhou, Hunan) und schloss sich Sun Jian in den 180er Jahren an, um die Rebellen des Gelben Turbans zu bekämpfen. Später schlug er in der Schlacht von Chibi einen Feuerangriff auf Cao Caos übermächtige Flotte vor, den er auch selbst ausführte. Er erhielt während seiner langen Karriere zahlreiche Auszeichnungen und Ehrentitel.